# Mesabolivar samatiaguassu
Mesabolivar samatiaguassu är en spindelart som beskrevs av Huber, Brescovit och Cristina A. Rheims 2005. Mesabolivar samatiaguassu ingår i släktet Mesabolivar och familjen dallerspindlar. Inga underarter finns listade i Catalogue of Life.